# Абуджа

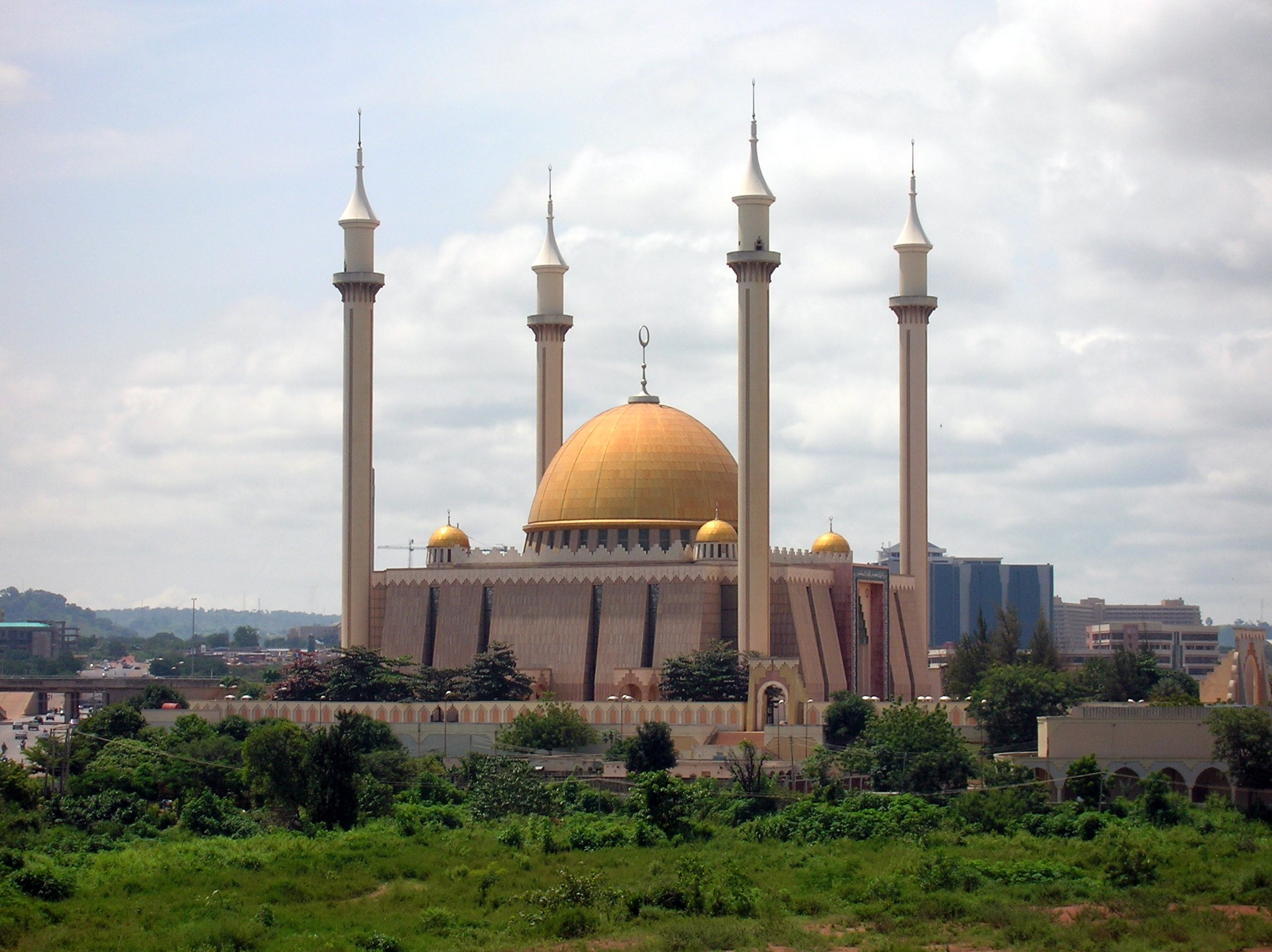
Мечеть в Абудже

Абу́джа (англ. Abuja [əˈbuːdʒə], йоруба Abùjá) — столица Нигерии с 12 декабря 1991 года. До этого столицей был город Лагос. Абуджа расположена в 700 км к северо-востоку от прежней столицы. Население города 1 693 400 жителей (2022), население агломерации — приблизительно 3,7 млн человек (2022).
Абуджа находится в живописной степной долине в центральной части Нигерии, на плато Джос. Этот район относительно слабо развит и этнически нейтрален. Выбирая место для новой столицы, президент Нигерии Муртала Мухаммед стремился создать город, в котором не доминировала бы ни одна этническая, социальная или религиозная группа.

## Этимология
Город основал в 1828 году Абу Джа, брат и преемник правителя государства Зария хаусанской династии. Первоначально это был укреплённый лагерь, со временем превратившийся в город, названный в честь своего основателя Абуджа. По некоторым данным, в начале XX века название «Абуджа» носил город Суледжа, расположенный в 20 километрах от него. В 1976 году правительством Нигерии было принято решение о переносе столицы государства из Лагоса в Абуджу.

## История
Абуджа была основана в 1828 году Абу Джа, братом и преемником правителя государства Зария хаусанской династии. В 1976 году принято решение о переносе в этот город столицы государства из Лагоса. Существенным стимулом к развитию Абуджи стал демографический взрыв в Лагосе, повлёкший за собой перенаселённость и ухудшение жилищных условий.
Проектировал новую столицу японский архитектор Кэндзо Тангэ. Строительство было начато в 1980 году, а перевод начался в августе 1986 года. Действующей столицей Абуджа стала в декабре 1991 года, после завершения первых трёх этапов строительства, включавших перевод ключевых правительственных учреждений и по 26 тысяч госслужащих и представителей деловых кругов в каждый этап, рассчитанный на 2 года. Последний, девятый, этап должен быть завершён к 2020 году. На реализацию первых трёх этапов власти Нигерии израсходовали около $4,8 млрд, при этом строительство сопровождалось коррупцией, породив идиому «подряды Абуджи». Только на госсредства было возведено свыше 15 тысяч домов.

## Административное деление

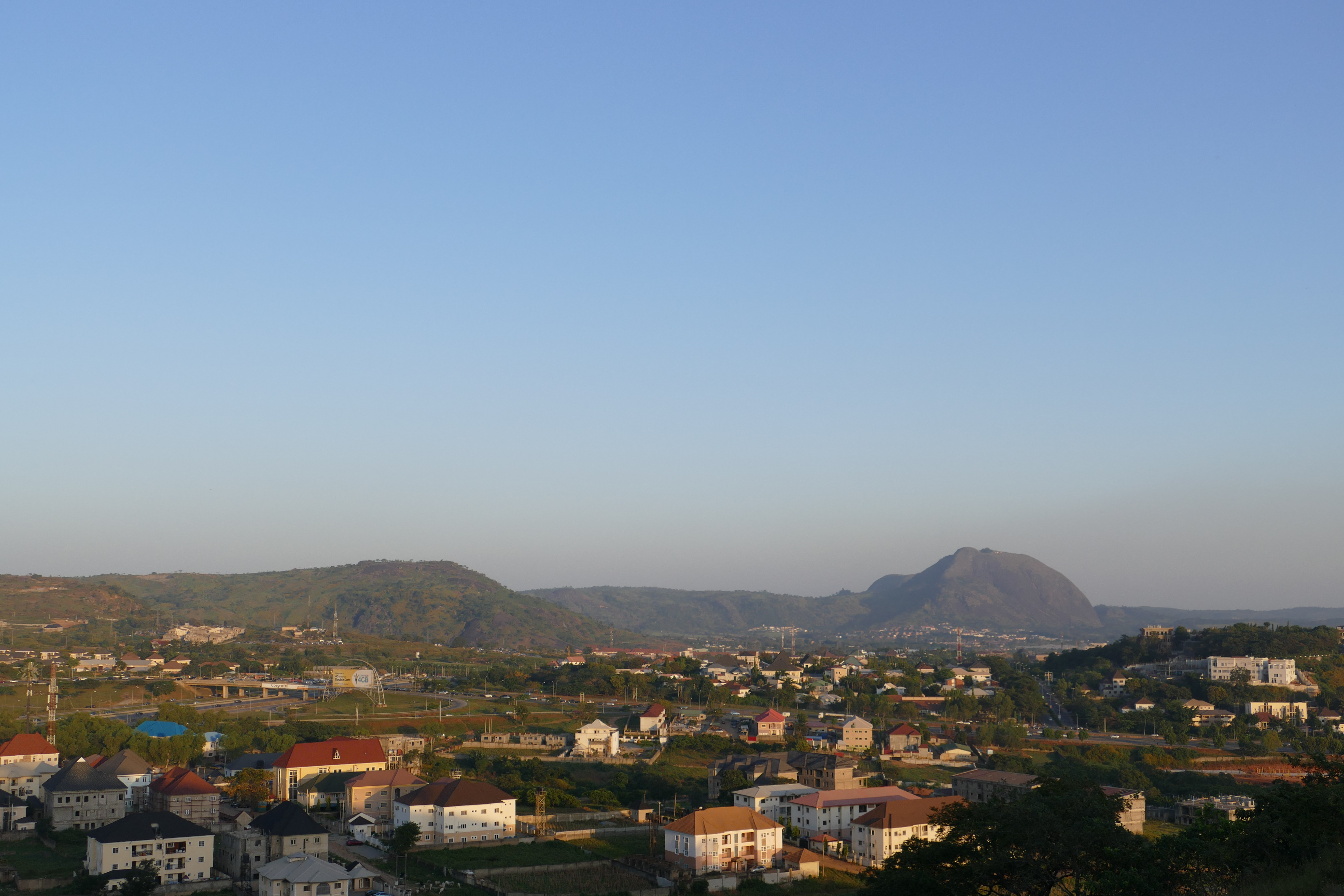
Вид на город с возвышенности

Город разделён на шесть районов. В Центральном расположена резиденция президента.

## Экономика
Абуджа связана автодорогами с большинством районов страны. Действует международный аэропорт. Крупной промышленности в городе нет; имеются пищевкусовые предприятия, а также предприятия розничной торговли и сферы услуг.

### Транспорт
Международный аэропорт имени Ннамди Азикиве — главный аэропорт, обслуживающий Абуджу и прилегающий столичный округ. Он был назван в честь первого президента Нигерии Ннамди Азикиве. Располагает международным и внутренним терминалами.

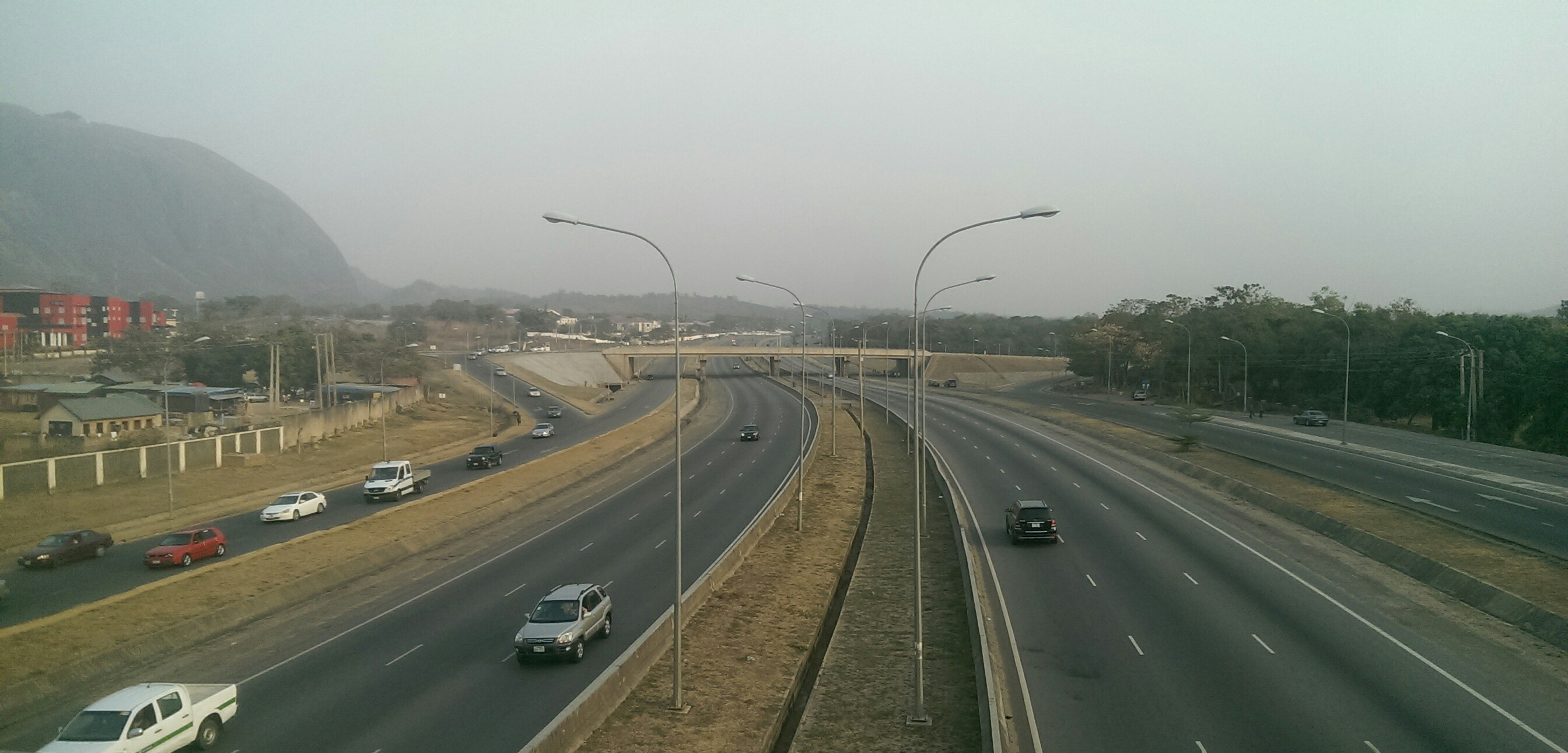
Вид на северную внешнюю скоростную магистраль (ONEX)

Абуджа связана с Насаравой, Плато, Бенуэ и Северо-восточной Нигерией федеральной автомагистралью А234, которая начинается от города как скоростная дорога имени Гудлака Джонатана, некоторые части которой всё ещё находятся в стадии строительства. Автомагистраль, связывающая Абуджу с Минной в штате Нигер, всё ещё находится в стадии строительства. Скоростная автомагистраль А2 связывает Абуджу с Кадуной на севере и Локоджей на юге. Есть также другие автомобильные связи с отдалённым регионом, например, связывающие пригород Дуце Альхаджи с плотинами Нижнего Усума и Гурара, которые снабжают город водой.
Через Абуджу проходит строящаяся железнодорожная магистраль Лагос-Кано. На данный момент построен участок между Абуджей и Кадуной. Поезда в Кадуну отправляются с железнодорожного вокзала Иду в Абудже. На железнодорожной станции есть автостоянка для пассажиров, направляющихся в центр города. Лёгкое метро Абуджи, связывающее центр города, промышленный район Иду и аэропорт, было открыто в 2018 году и стало первой скоростной транспортной системой в стране и в Западной Африке.

## Планировка и застройка
В центральной части Абуджи находится комплекс правительственных зданий, а также Международный конференц-центр, Центральный банк, Дом радио, Центр охраны здоровья, крупнейшая в городе мечеть. Жилые кварталы застроены преимущественно одноэтажными зданиями; застройка быстрыми темпами расширяется от центра к периферии.

## Население
| Год  | Численность | Численность |
| ---- | ----------- | ----------- |
| 1975 | 21 000      | [ 11 ]      |
| 1991 | 107 169     |             |
| 1998 | 379 000     | [ 12 ]      |
| 2006 | 776 298     |             |
| 2011 | 1 235 880   |             |
| 2012 | 979 876     |             |
| 2015 | 1 568 853   |             |
| 2022 | 1 693 400   | [ 13 ]      |

## Социальная сфера
В городе действуют университет (основан в 1988 году), Нигерийский дорожно-строительный институт, Национальный институт фармацевтических исследований.

## Климат
По классификации климатов Кёппена Абуджа находится в зоне Aw (климат саванн). Наблюдаются три выраженных климатических сезона — тёплый и влажный сезон дождей (с апреля по октябрь), очень жаркий сухой сезон и разделяющий их краткий период харматана — северо-восточного пассата, приносящего сухость и пыльную мглу.
| Показатель                    | Янв. | Фев. | Март | Апр. | Май   | Июнь  | Июль  | Авг.  | Сен.  | Окт.  | Нояб. | Дек. | Год    |
| ----------------------------- | ---- | ---- | ---- | ---- | ----- | ----- | ----- | ----- | ----- | ----- | ----- | ---- | ------ |
| Средний суточный максимум, °C | 34,7 | 36,8 | 36,9 | 35,6 | 32,7  | 30,6  | 29,1  | 28,9  | 30,0  | 32,0  | 34,4  | 34,6 | 33,0   |
| Средняя температура, °C       | 27,6 | 31,1 | 30,6 | 30,2 | 26,1  | 24,5  | 26,5  | 23,3  | 23,8  | 26,7  | 25,0  | 25,1 | 26,6   |
| Средний суточный минимум, °C  | 20,4 | 25,5 | 24,3 | 24,7 | 19,5  | 18,3  | 21,9  | 17,7  | 17,5  | 21,4  | 15,7  | 15,5 | 20,2   |
| Норма осадков, мм             | 1,7  | 5,4  | 11,3 | 62,8 | 131,4 | 164,2 | 217,5 | 262,7 | 253,4 | 103,2 | 3,7   | 1,2  | 1218,5 |
| Источник:                     |      |      |      |      |       |       |       |       |       |       |       |      |        |